# Hyphydrus villiersi
Hyphydrus villiersi är en skalbaggsart som beskrevs av Guignot 1948. Hyphydrus villiersi ingår i släktet Hyphydrus och familjen dykare. Inga underarter finns listade i Catalogue of Life.